# Iguazúfallen

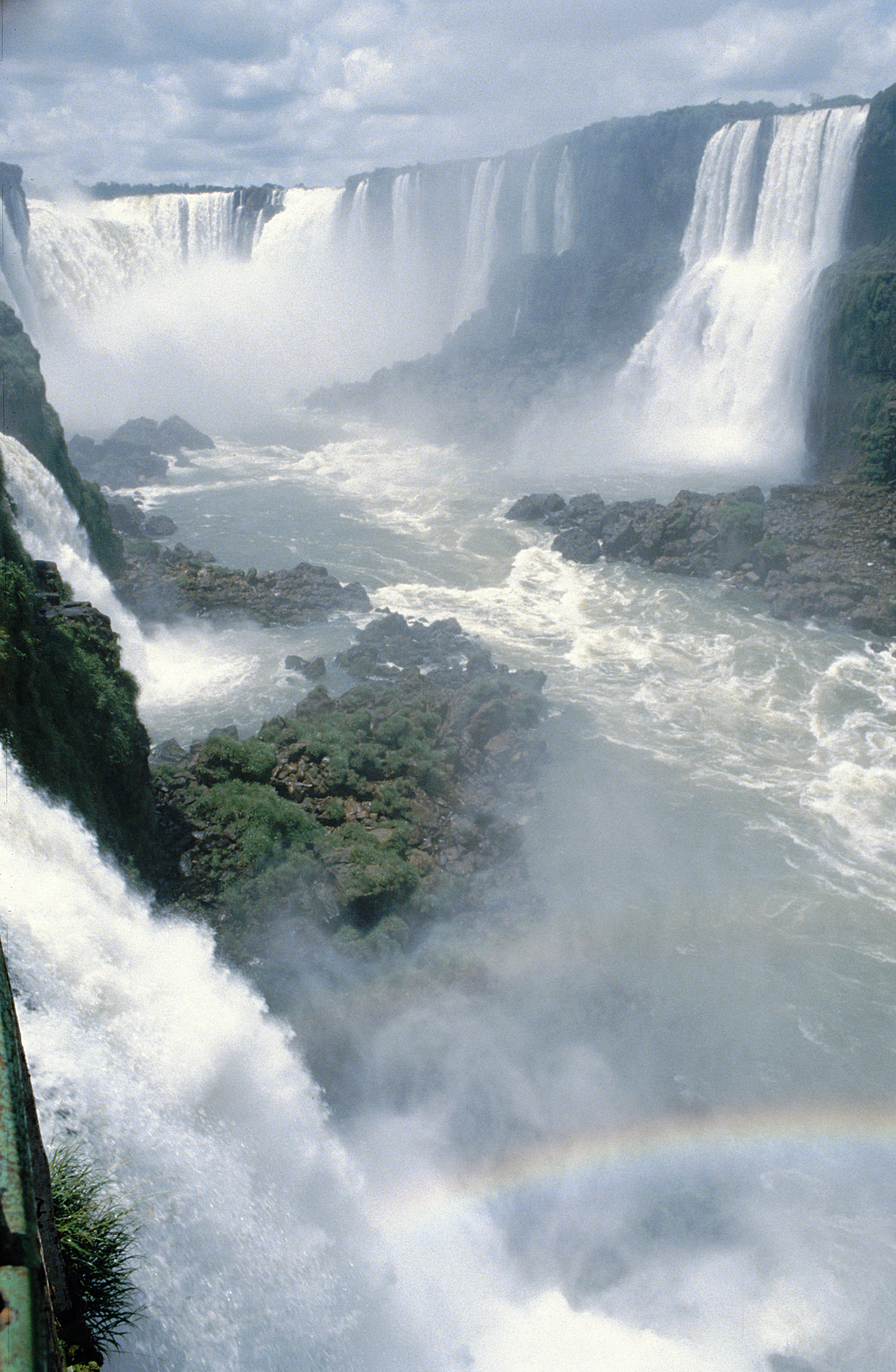
Iguaçúfallen från den brasilianska sidan.

Iguazúfallen eller Iguaçufallen (portugisiska: Cataratas do Iguaçu; spanska: Cataratas del Iguazú) i Iguazúfloden är vattenfall på gränsen mellan Brasilien och Argentina. Fallen, som till en femtedel befinner sig i Brasilien och fyra femtedelar i Argentina, består av 160 till 260 vattenfall av olika storlek beroende på vattennivå, med ett genomsnittligt vattenflöde av 1 500 kubikmeter per sekund. Fallen tillhör Río de la Platas avrinningsområde, och under regntiden utgörs det av ett 3 km sammanhängande och cirka 70 meter högt fall.
De naturliga vattenfallen uppstod för 200 000 år sedan där floderna Iguazú och Paraná möttes. Idag bildar fallen en naturlig gräns mellan de tre länderna Argentina, Brasilien och Paraguay. Det högsta fallet är det hästskoformade Djävulsgapet, eller Djävulsfallet, med en fallhöjd på 80 meter. De kraftfulla fallen skapar ett permanent dis där det ofta bildas regnbågar.
Fallen kan ses från Iguaçu nationalpark i Brasilien och från Iguazú nationalpark i Argentina.
Namnet på fallen och nationalparkerna kommer av Guaraniordet í (vatten) och guasú (stor)

## Iguazufallen i filmer
- Moonraker (1979), Bondfilm
- The Mission (1986)
- Happy Together (1997), av regissören Wong Kar-wai

## Externa länkar

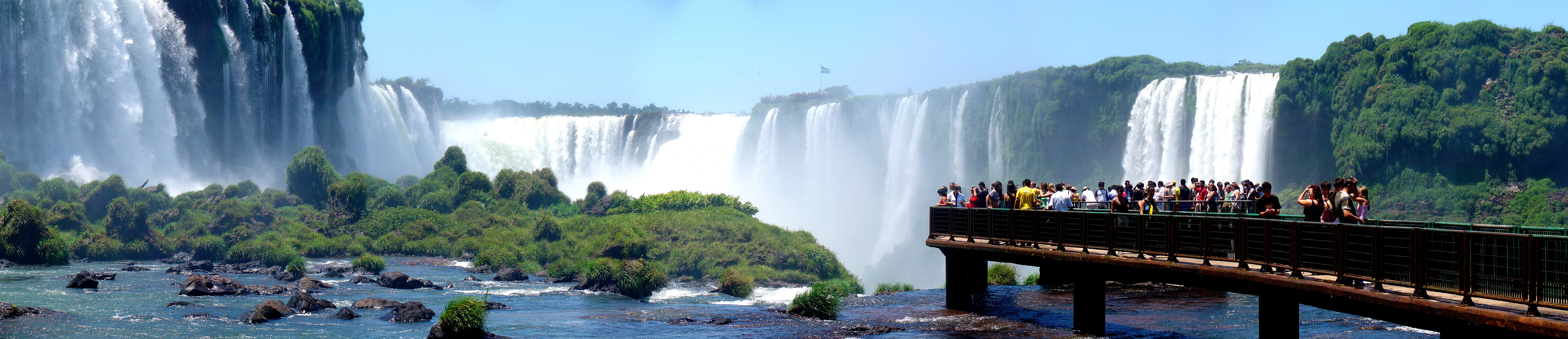
Iguazúfallen.